# Suaita (kommun)
Suaita är en kommun i Colombia.   Den ligger i departementet Santander, i den centrala delen av landet, 180 km norr om huvudstaden Bogotá. Antalet invånare är 10 975. Arean är 85 kvadratkilometer.
Terrängen i Suaita är kuperad.